# Ben Neill
Ben Neill (Winston-Salem, Carolina del Norte, 14 de noviembre de 1957) es un compositor y trompetista estadounidense de jazz contemporáneo, adscrito a la corriente denominada totalismo.

## Historial
Fue alumno de La Monte Young. Su música ha sido grabada y publicada por diversos sellos, como Thirsty Ear, Astralwerks, Verve, Six Degrees y Ramseur.  Neill ha permanecido siete años como conservador de música en The Kitchen, en Nueva York.  Ha colaborado con DJ Spooky, David Wojnarowicz, Page Hamilton, Mimi Goese y Nicolas Collins, y realizado grabaciones con David Behrman, John Cale, Rhys Chatham, y el propio DJ Spooky, entre otros.
Neill ha presentado su música en una gran número, y variedad, de espacios, incluida la Cite de la Musique de Francia, la Love Parade de Berlín, el Spoleto Festival (Italia), Umbria Jazz (Italia), NIME Festival 2006 (París), Bang On A Can Festival (Nueva York), ICA de Londres, Istanbul Jazz Festival (Turquía) y Edinburgh Festival (Escocia).  "The Sci-Fi Lounge", montaje en colaboración con DJ Spooky y Emergency Broadcast Network, realizó una larga gira por Estados Unidos y Europa, en 1997.
En 2005 Neill estrenó una colaboración con el artista visual Bill Jones, titulada Palladio, una película interactiva basada en la novela de Jonathan Dee del mismo nombre. Palladio fue premiada en el New Territories Festival de Glasgow, y en el Thalia Theater/Symphony Space de Nueva York.
En 2010, su obra de teatro Persephone, una colaboración con Mimi Goese, Warren Leight y el Ridge Theater, protagonizada por Julia Stiles, se presentó en el Next Wave Festival, de la Brooklyn Academy of Music.  La música fue luego editada en disco bajo el título Songs for Persephone (Ramseur Records, 2011).
Comenzó en 2007 a desarrollar su trabajo como profesor de Tecnología de la Música en el NJIT, y desde 2008 es profesor de Industria y producción Musical en el Ramapo College de Nueva Jersey

## Estilo
Neill inventó la mutantrumpet, que es una trompeta modificada con campanas y válvulas adicionales, con modificaciones electrónicas que permiten controlar variables del ordenador mientras toca. La primera mutantrumpet tenía tres campanas, seis válvulas, un trombón de varas y un sistema de proceso. En los Steim Studios de Ámsterdam, Neill desarrolló una mutantrumpet-MIDI, que contenía más switches, y controles de sensibilidad para poder interactuar sobre los aspectos visuales de sus instalaciones. Robert Moog diseñó su proceso original y David Behrman un programa de ordenador que facilitaba su uso en escena.  En 2008, Neill completó una nueva versión de su instrumento.

## Discografía
- Mainspring  - Ear-Rational Records, 1988
- Con David Wojnarowicz - ITSOFOMO (In The Shadow Of Forward Motion) - New Tone Records, 1992
- Con S.E.M. Ensemble - Petr Kotik / Jon Gibson / David Behrman - Virtuosity With Purpose - Ear-Rational Records, 1992
- Torchtower - New Tone Records, 1994
- Green Machine - Astralwerks, 1995
- Triptycal - Antilles, 1996
- Goldbug - Antilles, 1998
- Automotive - Six Degrees Records, 2002
- Night Science - Thirsty Ear, 2009
- Con Mimi Goese - Songs For Persephone - Ramseur Records, 2011